# Vädla

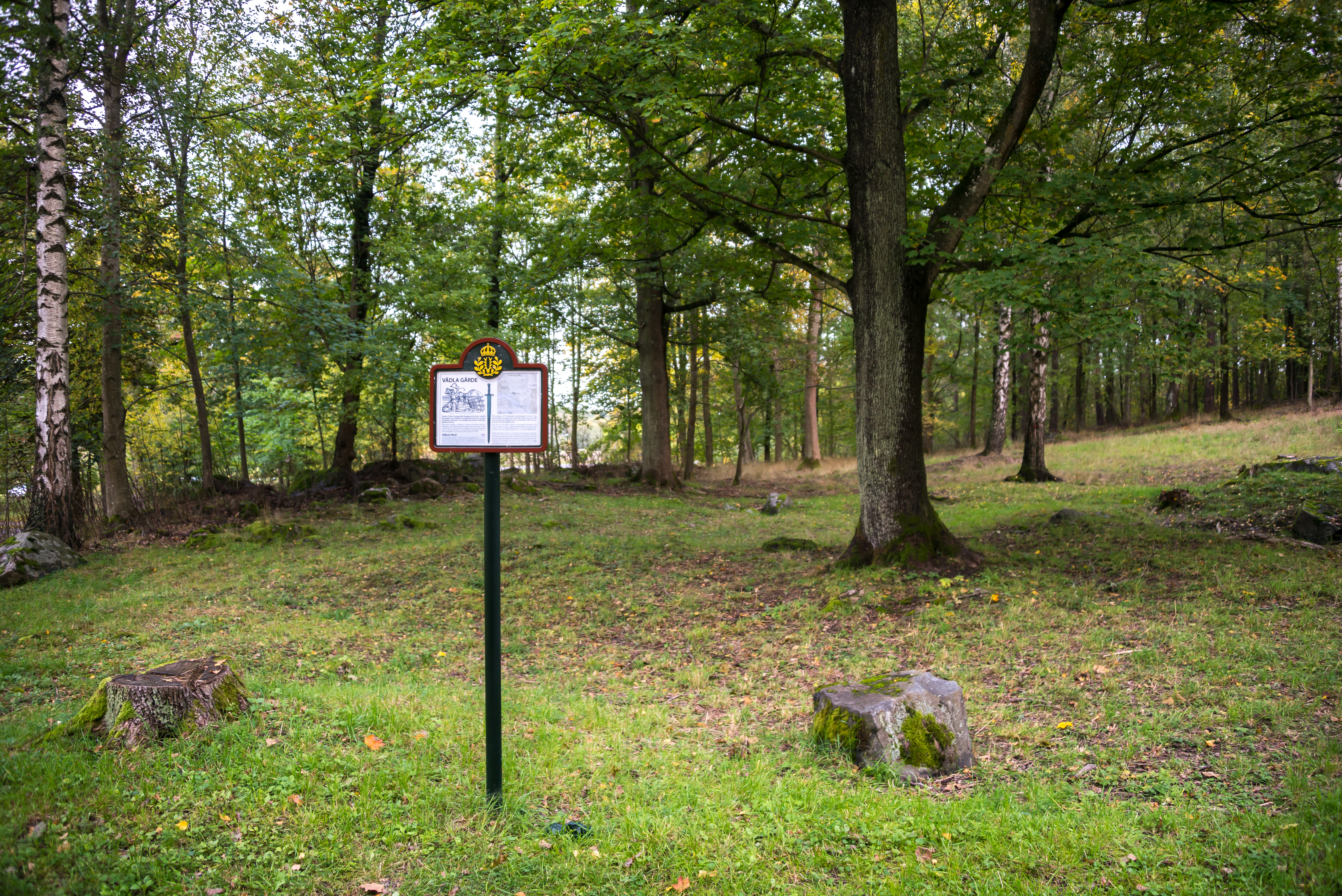
Platsen för det gravfält som tros ha hört till Vädla. Bebyggelsen bör i så fall ha legat i närheten.

Vädla var en vikingatida och medeltida bebyggelse tillhörande Solna socken belägen norr om Djurgården i nuvarande Nationalstadsparken, men vars exakta belägenhet eller omfattning är oklar.

## Historia
Omkring 1320 testamenterades Vädla av drotsen Mats Kättilmundsson till hans dotter Ingrid. I ett brev från 1364 nämns att den då avlidne Birger Jonsson (Job) (Ingrids make) vid ett tidigare tillfälle (oklart när) pantsatt Vädla för 100 svenska mark till Heyno Styw, en borgare i Stockholm. En genomsnittslig landbogård var vid samma tid värderad till ungefär 40 mark. Vid mitten av 1300-talet kom Vädla i Klara klosters ägo. Klostret sålde 1362 Vädla till riddaren Nils Turesson (Bielke). Formuleringen i brevet tyder på att man med Vädla avsåg en ensamgård, och inte en by. Av pantsummans storlek att döma bör det ha varit en mindre avelsgård. Nils Turesson, som härstammade från Småland, hade för avsikt att vid sin död skänka gården till Växjö domkyrka. 1384 gavs Vädla dock tillbaka till Klara kloster av Nils Turessons systerson Erik Karlsson (Örnfot). Under 1400-talets början, oklart exakt hur, övergick Vädla från Klara Kloster till kronan.
Vädla avhystes förmodligen i början på 1400-talet tillsammans med de närliggande bebyggelserna Kaknäs och Medelby och ersattes av en ny större avelsgård som då sannolikt fick en ny och västligare placeringen, strax norr om nuvarande Nobelparken, och som senare blev känd som Gamla kungsladugården.

## Slaget vid Vädla
1516 belägrades den unionsvänlige ärkebiskopen Gustaf Trolles borg Stäket väster om Stockholm av Sten Sture d.y. På sommaren 1517 skickade Kristian II en styrka som landsteg någonstans på Djurgårdslandet för att undsätta Trolle. Styrkan besegrades av Sten Sture d.y. i ett slag som enligt Mårten Helsings krönika stod på Vädla gärde.

## Lokalisering och etymologi
Den troligaste platsen för slaget bör ha varit den öppna ytan mellan Kampementsbacken och Djurgårdsbrunnsviken vilken till största delen låg på Vädlas inägomark. Det är dock oklart om Vädlas bebyggelse låg öster eller väster denna. Flera 1900-talsforskare som Nils Ahnlund och Sune Ambrosiani utgick från att Vädla legat vid den senare Gamla kungsladugårdens placering. Martin Olsson föreslog istället ett östligare läge.
Vädla är ett topografiskt namn som betyder "vadställe" eller "gården vid vadstället". Ahnlund utgick från att det vadstället borde ha varit på den plats där Djurgårdsbron nu ligger. Det är dock osannolikt eftersom det under vikingatiden snarare var ett djupt och flera hundra meter brett sund. Dessutom saknas ett gravfält i området, eller uppgifter om att det tidigare skulle ha funnits ett sådant, eller andra arkeologiska lämningar. Den vikingatida och under tidig medeltid kortaste och grundaste platsen mellan Valmundsön och landet norr om låg istället vid nuvarande Djurgårdsbrunnsbron. 150 meter nordväst om bron finns också ett gravfält som inte kan kopplas till någon annan känd bebyggelse, vilket gör det troligt att Vädla bör ha legat i nära anslutning.